# Франсуа Шатто
Франсуа Шатто — французький актор, режисер театру.
У минулому директор Діжон-Бургундія Театрального національного драматичного центру.

## Біографія
Випускник школи Національного театру Страсбурга (1974—1977) проявив більшу лояльність по відношенню до деяких директорів, такі як Jean-Louis Hourdin, Matthias Langhoff, Jean Jourdheuil, Jean-François Peyret. З 2004 по 2006 був резидентом у французькій комедії, де він створив Heldenplatz Томаса Бернхарда і лютий Novarina просторі. Він грав під керівництвом Ірини Бонно в тракторі Хайнер Мюллер (Віді-Lausanne / Театр Бастилії, 2003).
Серед численних ролей в останні роки, включають Гельдерліна, лист його матері, режисер Дж. Chemillier (Віді-Lausanne / MC93), дві п'єси Бернара-Марі Koltes постановці Жака Nichet Театру де ля Вілль де Парі (Повернення Пустелі, 1995, Битва негрів і собак, 2000), Opus Allegria 147 і режисер Дж. Jouanneau (Віді-Lausanne / Театр на горі, 1997), В очікуванні Годо, Семюель Беккет, режисер Люк Бонді (Віді-Lausanne / Національний театр Одеон, 1999).
З 1 січня 2007 року по 31 грудня 2012 він був директором Діжон-Бургундія Національний драматичний театр центр, де він створив режисер Ірена Бонно Music Hall 56 Джона Осборна.
У березні 2008 року він створив у Діжоні Зовні, цикл, присвячений Ів Chaudouët. У листопаді 2008 року він грав Гамлета в новому творінні Маттіас Лангхоффа, Діжон і на гастролях.
Крім того, Франсуа Шатто є директором, вже встановлені десятки шоу, включаючи питання Анрі Аллеге, один поруч з іншим, створений Діжон-Бургундія театру.
Він також у співавторстві з Жаном-Луї Hourdin Братство Розбійники, відповідно до байками Середньовіччя і Відродження, Прем'єра шоу в червні 2007 року у Діжоні і в театрі В'є-Коломбо французької комедії.
У фільмі, ми бачили, особливо в Мартінгейлу Фіфі Жак Розьє, Адольф, Бенуа Жако, пан Н., Антуан де Кон, Фанфан-Тюльпан, Жерар Кравчик або B13, продюсером якого став Люк Бессон 2004. Він також зіграв батька Брайс і Кір Canon в ефірі ТБ Франція 3.

## Фільмографія
| Рік  |   | Українська назва                  | Оригінальна назва                               | Роль                       |
| ---- | - | --------------------------------- | ----------------------------------------------- | -------------------------- |
| 1996 | ф | Нікому невідомий герой            | A Self Made Hero                                |                            |
| 1998 | ф | Stolen Life                       | Stolen Life                                     |                            |
| 1999 | ф | Kennedy et moi                    | Kennedy et moi                                  |                            |
| 2000 | ф | Happenstance                      | Happenstance                                    |                            |
| 2001 | ф | Відок                             | Vidocq                                          |                            |
| 2001 | ф | Fifi Martingale                   | Fifi Martingale                                 |                            |
| 2002 | ф | Adolphe                           | Adolphe                                         |                            |
| 2003 | ф | Фанфан-тюльпан                    | Fanfan la Tulipe                                |                            |
| 2004 | ф | 13-й район                        | District 13                                     |                            |
| 2005 | ф | Brice de Nice                     | Brice de Nice                                   |                            |
| 2010 | ф | Неймовірні пригоди Адель Блан-Сек | The Extraordinary Adventures of Adèle Blanc-Sec |                            |
| 2011 | ф | Управління державою               | The Minister                                    |                            |
| 2011 | ф | Early One Morning                 | Early One Morning                               |                            |
| 2019 | ф | З божої волі                      | Grâce à Dieu                                    | П'єр Дебор, батько Франсуа |